# ルカルカ★ナイトフィーバー
「ルカルカ★ナイトフィーバー」は、日本のボカロP・samfree制作のVOCALOID楽曲。2009年2月12日に発表され、ボーカルシンセサイザー・巡音ルカが歌唱する。

## 概要
2009年2月12日にニコニコ動画へと投稿され、再生回数は2010年までに約170万回を超えた。
その後、ネットアイドル・実谷ななによる「歌ってみた」が150万回、同じくネットアイドルの愛川こずえによる「踊ってみた」に至っては200万回の再生数を記録している。

## 原曲
- 『EXIT TUNES PRESENTS STARDOM 2』（EXIT TUNES、2009年8月19日）
  - ネットの人気曲を収録したコンピレーション・アルバム。「ルカルカ★ナイトフィーバー」は12曲目に収録。
- 『VOCALOID BEST from ニコニコ動画（あか）』（ソニー・ミュージックダイレクト、2011年6月22日）
  - VOCALOIDの人気曲を厳選したコンピレーション・アルバム。「ルカルカ★ナイトフィーバー」は2曲目に収録。
- 初音ミク -Project DIVA-（セガ）
  - 『もっとおかわり、リン・レン ルカ』（2010年7月1日）
    - PlayStation Portable用リズムアクションゲームの追加ダウンロードコンテンツ。ゲーム内に使用する曲として提供。

  - 『初音ミク -Project DIVA- extend』（2011年11月10日）
    - ゲーム使用曲として収録。後述のDANCEROID・愛川こずえがモーションアクターを担当。

  - 『初音ミク -Project DIVA- Arcade』（2011年12月15日）
    - ゲーム使用曲として『初音ミク -Project DIVA- extend』から移植。

## カバー
実谷なな（みたに なな）
- 『ルカルカ★ナイトフィーバー』を歌ってみた
  - 2009年2月13日、「歌ってみた」動画をニコニコ動画に投稿。
  - 2011年5月8日に200万回の再生数を突破。後述の「踊ってみた」動画の音源にも使われる。

- 『EXIT TUNES PRESENTS 神曲を歌ってみた』（EXIT TUNES、2009年10月7日）
  - ネット上で人気の歌い手たちによる楽曲を収録したコンピレーション・アルバム。実谷ななによるカバーは3曲目に収録。

- 『ルカルカ★ナイトフィーバー』（ハートフルエンターテインメント、2010年10月27日発売）
  - 実谷ななによるマキシシングル。DANCEROIDメンバー・愛川こずえのダンスを収録したDVD付き。
  - 音源はこのシングルの為に再収録された。
  - このバージョンはコナミデジタルエンタテインメントの音楽ゲーム『Dance Evolution ARCADE』と『REFLEC BEAT』にプレイ楽曲として収録されている。

桃井はるこ
- 『VOC@LOID GENERATION〜ボカロに代わって歌ってみた〜』（虎の穴、2009年11月6日）
  - 虎の穴によるコラボレーションCDアルバム。桃井はるこによるカバーはDISC 1の6曲目に収録。

転少女（コロスケ）
- 『ニコニコオムニバスツアー 〜歌ってみた全国ツアー〜』（ビクターエンタテインメント、2010年3月31日）
  - ニコニコ動画で人気の歌い手による曲を収録したコンピレーション・アルバム。転少女によるカバーは10曲目に収録。

鹿乃
- 『いつかの約束を君に』（インペリアルレコード、2019年9月25日）
  - 鹿乃による4枚目のオリジナル・アルバム。2曲目に収録。
  - 同曲のミュージックビデオを収録したDVD付き。

Pastel*Palettes［丸山彩（前島亜美）］
- ゲーム『バンドリ! ガールズバンドパーティ!』に収録（2020年3月28日追加）。

## ダンス
踊ってみた
- 【こずえ】ルカルカ★ナイトフィーバーを踊ってみた【らめらめよ！】
  - アイドルグループでんぱ組.incのメンバー、愛川こずえ（あいかわ こずえ）が、DANCEROID結成前の2009年7月3日に自ら振り付けを考案したダンス映像をニコニコ動画に投稿。
  - 2011年2月までに再生数230万回を突破。

DANCEROID
- 『DANCEROID』（Heartfull Entertainment、2009年12月29日）
  - DANCEROIDの1stDVD。愛川こずえの他、いとくとら（いくら）、ミンカ・リーが出演。「ルカルカ★ナイトフィーバー」は2曲目、9曲目に収録。9曲目は反転映像。